# Britiske kommandosoldater
Britiske kommandosoldater (British Commandos) var kampenheder, som blev oprettet under anden verdenskrig i juni 1940 efter anmodning fra den britiske premierminister Winston Churchill.
Formålet med enhederne var at udføre angreb (kommandoraids) mod det af Nazityskland okkuperede Europa.
Fra begyndelsen var det frivillige fra den engelske hær, som udgjorde mandskabet i de nyoprettede enheder, men senere blev der tilført frivillige soldater fra andre britiske værn og mandskab, som var flygtet eller strandet i England, fra de tysk okkuperede lande.
Af danske frivillige er major Anders Lassen.
Under krigen blev antallet af kommando-enheder opgjort til 30 individuelle organisationer.
Enhederne udførte kamphandlinger fra polarcirklen, blandt andet i Norge, middelhavsområder, mellemøsten til lande i Sydøstasien.
Operationerne rangerede mandskabsmæssigt fra små grupper af soldater, som blev landsat fra søen eller nedkastet med faldskærm, til større enheder af brigade-størrelse som spydspidser under de allieredes invasioner i Europa og Asien.
Efter verdenskrigen blev de fleste kommando-enheder opløst. Tilbage var Royal Marines og 3. Commando Brigade.

## Kampenheder i dag
I (2014) findes der kommando-enheder i flere lande:

### Belgien
- Paracommando Brigade

### Danmark
- Frømandskorpset
- Jægerkorpset

### England
- Royal Marine Commandos
- Parachute Regiment (UK)
- Special Air Service
- Special Boat Service

### Frankrig
- Commandos Marine

### Holland
- Korps Commandotroepen

### Rusland
- Spetsnaz

### Tyskland
- Kampfschwimmer (Bundeswehr)

### USA
- United States Navy SEALs
- United States Army Rangers